# NGC 6865
NGC 6865 este o galaxie lenticulară situată în constelația Vulturul. A fost descoperită în 28 iunie 1863 de către Albert Marth. Se află la o distanță de 47,21 de megaparseci de Pământ.